# Flavio Anicio Massimo
Flavio Anicio Massimo (in latino Flavius Anicius Maximus; ... – 552) è stato un senatore romano e patricius di Roma, all'epoca parte del regno degli Ostrogoti. Celebrò gli ultimi giochi nell'anfiteatro flavio.

## Biografia
Massimo era discendente dell'imperatore romano Petronio Massimo e membro come lui della nobile gens Anicia; il padre era Volusiano, console del 503, e aveva un fratello di nome Marciano e uno zio paterno di nome Liberio. Massimo si sposò una prima volta nel 510, poi ottenne, ancora in giovane età, il consolato in Occidente sine collega per l'anno 523: in tale occasione ottenne il permesso di re Teodorico di celebrare l'evento con delle venationes al Colosseo, gli ultimi giochi mai tenuti lì, ma il re si lamentò per lo spreco di denaro.
Tra il 525 e il 535 fu elevato al rango di patricius; re Teodato gli diede in moglie nel 535 una principessa ostrogota, lo nominò primicerius domesticus e gli assegnò le proprietà di Marciano, che in seguito Giustiniano I gli fece dividere con Liberio.
Durante la guerra gotica, nel 537, fu allontanato da Roma con altri senatori per volere di Belisario, il quale temeva se la intendesse con i Goti assedianti, per poi tornarvi alla fine dell'assedio (538). Il 17 dicembre 546, però, il re goto Totila riuscì a prendere l'Urbe, e Massimo e altri senatori si nascosero nella basilica di San Pietro in Vaticano. Catturato e inviato in Campania, si trovava ancora lì quando, nel 552, Narsete liberò Roma: i senatori si incamminarono per l'Urbe, ma i Goti che lo custodivano, inferociti dalla morte di Totila, li uccisero tutti.